# Scyphocephalium
Scyphocephalium es un género de plantas fanerógramas perteneciente a la familia Myristicaceae.

## Distribución
El área de distribución nativa de este género se extiende desde Nigeria hasta el oeste de África ecuatorial central.

## Taxonomía
El género fue descrito por Otto Warburg y publicado en Nova Acta Academiae Caesareae Leopoldino-Carolinae Germanicae Naturae Curiosorum 68: 129, en 1897.

#### Etimología
Scyphocephalium: nombre genérico que se deriva de la combinación de dos palabras; del vocablo griego σκύφος (skýphos); "copa, taza, vaso", y del vocablo latino cephalaea, que a su vez se origina del griego κεφαλαία (kephalaía), derivado de κεφαλή (kephalḗ); "cabeza"; "cabeza de copa/taza/vaso", en referencia a la forma de las inflorescencias de las especies de este género.

## Especies
Comprende 2 especies aceptadas:
- Scyphocephalium chrysothrix Warb., 1897
- Scyphocephalium mannii (Benth. y Hook.f.) Warb., 1897